# ابابیل (پهپاد)
ابابیل 2 از پهپادهای ارتش ایران است که شهرت آن به دلیل پرواز بر فراز ناو وینسنس می‌باشد. ابابیل۲ دارای برد عملیاتی ۱۰۰ الی ۱۵۰ کیلومتر، مداومت پروازی ۷۵ تا ۱۲۰ دقیقه، سقف ارتفاع پرواز ۱۱ هزار پا و بیشینه سرعت ۲۵۰ کیلومتر می باشد
پهپاد ابابیل 5 نسخه جدید از ابابیل است که از ارتقا مهاجر 6 حاصل شده است.

## تاریخچه
طرح ابابیل پس از گذراندن مراحل تحقیقاتی خود در صنایع مکانیک ساصد در مهرماه ۱۳۶۵ به منظور تولید انبوه به صنایع هواپیماسازی ایران (هسا) منتقل شد. این پرنده با توجه به شرایط و ضرورتهای زمان جنگ تا سال ۱۳۶۸ به صورت غیراستاندارد و یکبار مصرف با قابلیت حمل ۴۰ کیلوگرم مواد منفجره تولید گردید. از سال ۱۳۶۹ با توجه به نیازمندی‌های جدید نیروهای مسلح، اقدام به طراحی دوباره تمامی بخش‌های بال و بدنه، سامانه‌های ناوبری و هدایت و کنترل این پهپاد شد و از سال ۱۳۷۰ این هواپیما در خط تولید انبوه قرار گرفت و امروزه هواپیمای بدون سرنشینی استاندارد و چند بار مصرف است.
نمونه‌های جدید آن مجهز به سامانه ۱۲۳ (پایدارکننده خودکار) و جی‌پی‌اس است. این سامانه دارای قابلیت‌های متنوعی است ازجمله پرواز آسان با ایمنی بیشتر توسط خلبان غیرحرفه‌ای (در برد بلند و کوتاه)، برخاست خودکار و فرود نیمه خودکار، برنامه‌ریزی و هدایت روی یک مسیر دلخواه به کمک سامانه ناوبری جهانی، امکان قطع‌کردن ارتباط پایگاه با پهپاد، ارسال اطلاعات از پهپاد به پایگاه به‌صورت ۱۷ کانال مجزا شامل کانال‌های دیجیتال مربوط به دور موتور، اندازه زوایای اوجگیری و غلت، مقدار سوخت، ولتاژ باتری‌ها، ارتفاع، سرعت پیمایش و چند کانال آزاد.
اسرائیل مدعی است که حزب‌الله لبنان دست کم دوازده پهپاد ابابیل را پیش از جنگ ۲۰۰۶ لبنان دریافت کرد و سه تای آن را هم در جریان درگیری‌ها به سمت اسرائیل روانه کرد که جت‌های اسرائیلی پیش از آنکه هرگونه خسارتی توسط این پهپادها وارد شود، آنها را منهدم کردند.

### تولید درتاجیکستان

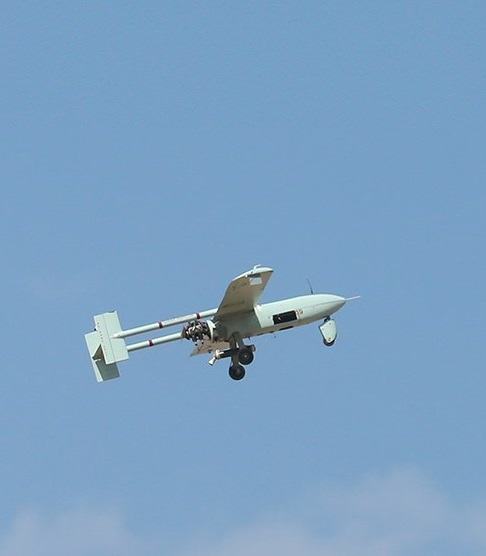

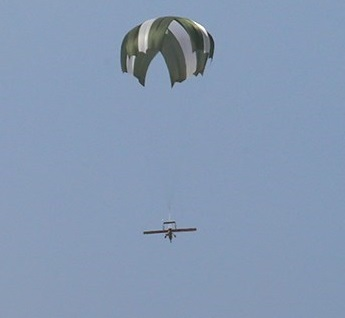

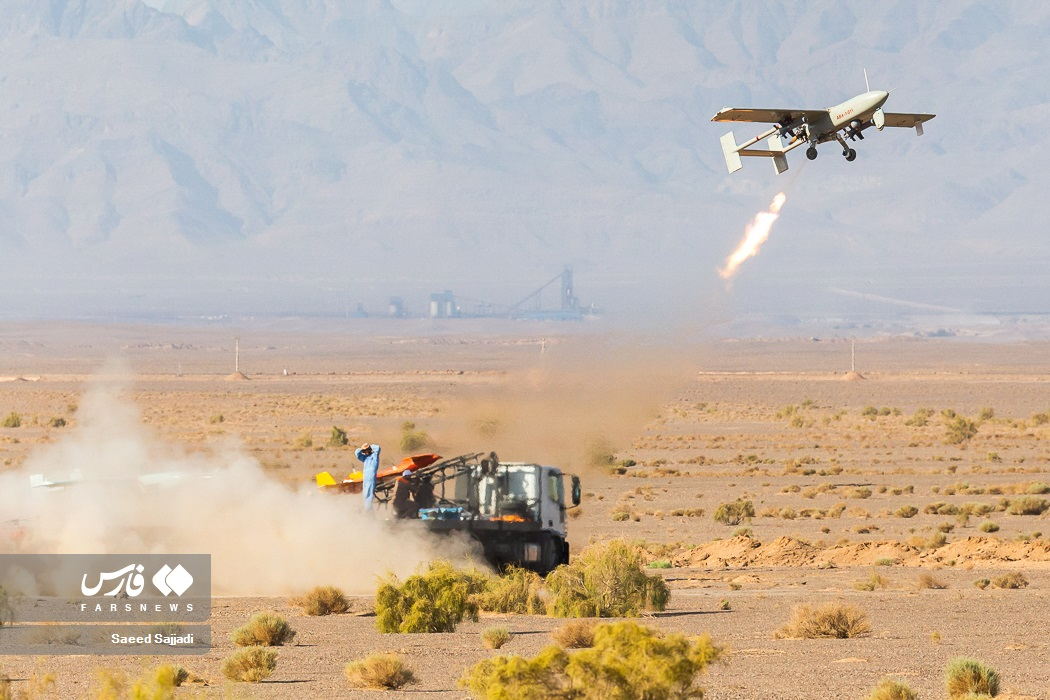

کارخانه تولید پهپاد ابابیل-۲ (مدل شناسایی) توسط متخصصان صنایع دفاع جمهوری اسلامی ایران و وزارت دفاع و پشتیبانی نیروهای مسلح با حضور سرلشکر محمد باقری و شیرعلی میرزا و جمعی از فرماندهان عالی‌رتبه کشور تاجیکستان  در اردیبهشت ۱۴۰۱ در شهر دوشنبه (پایتخت این کشور) افتتاح شد.

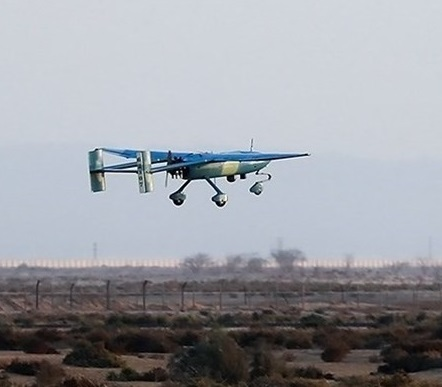